# Leigh (Staffordshire)
Leigh es una parroquia civil del distrito de East Staffordshire, en el condado de Staffordshire (Inglaterra).

## Geografía
Según la Oficina Nacional de Estadística británica, Leigh tiene una superficie de 29,43 km².

## Demografía
Según el censo de 2001, Leigh tenía 906 habitantes (51,66% varones, 48,34% mujeres) y una densidad de población de 30,78 hab/km². El 20,53% eran menores de 16 años, el 73,84% tenían entre 16 y 74, y el 5,63% eran mayores de 74. La media de edad era de 39,28 años. Del total de habitantes con 16 o más años, el 23,33% estaban solteros, el 65,14% casados, y el 11,53% divorciados o viudos.
Según su grupo étnico, el 98,46% de los habitantes eran blancos, el 0,44% mestizos, el 0,77% asiáticos, y el 0,33% de cualquier otro salvo negros y chinos. La mayor parte (98,01%) eran originarios del Reino Unido. El resto de países europeos englobaban al 0,55% de la población, mientras que el 1,44% había nacido en cualquier otro lugar. El cristianismo era profesado por el 85,9%, el hinduismo por el 0,33%, y el islam por el 0,55%. El 7,71% no eran religiosos y el 5,51% no marcaron ninguna opción en el censo.
Había 325 hogares con residentes y 14 vacíos.